# Colher

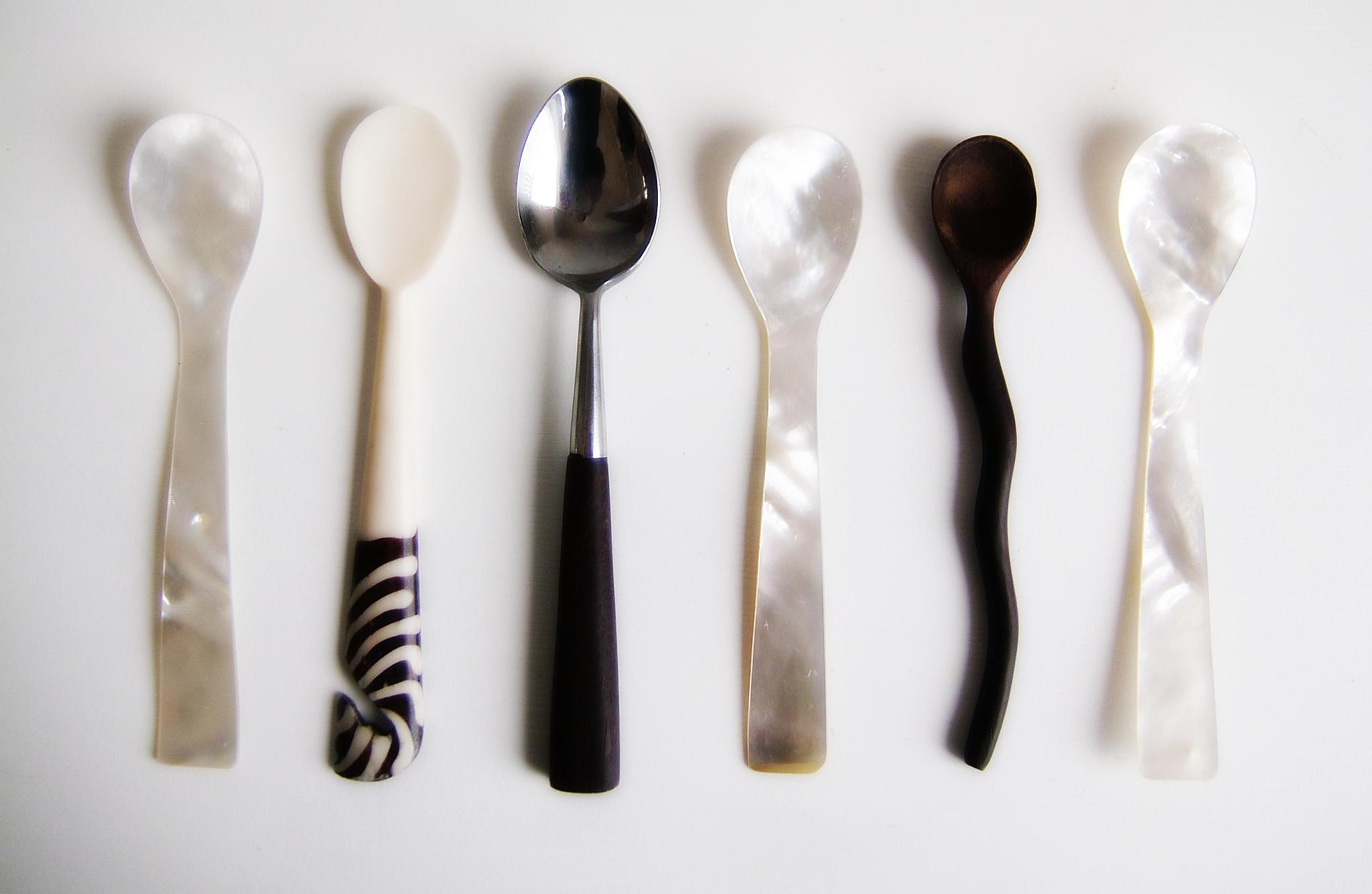
Coleção de colheres

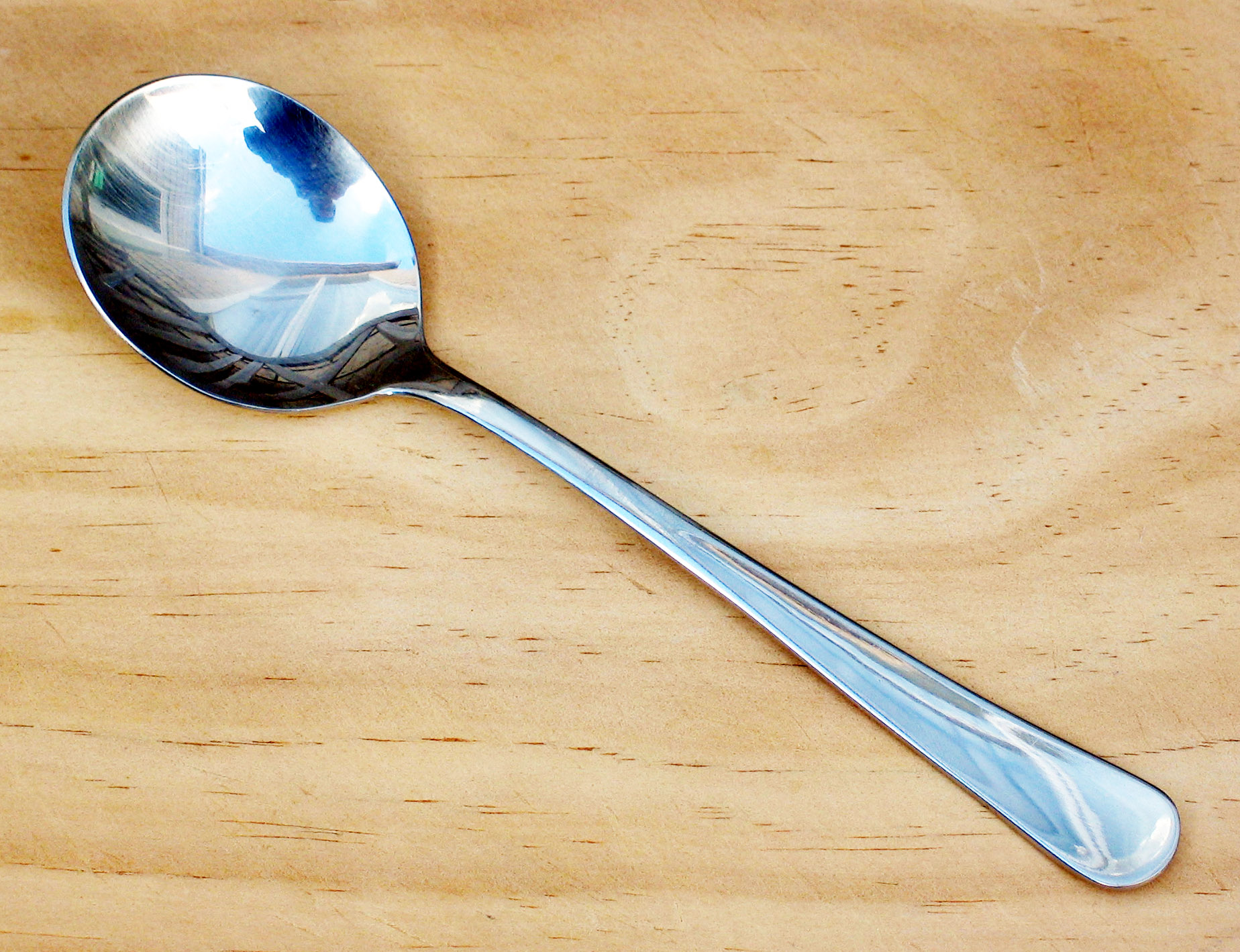
Uma colher de sopa.

A colher é um utensílio culinário utilizado pela civilização ocidental moderna na alimentação, para a degustação de cremes e sopas e também tem importantes funções na cozinha.
Uma colher é formada por uma parte côncava e uma pega. As colheres de mesa são geralmente de metal, enquanto que as de cozinha podem ser de metal, de madeira ou de plástico.

## Tipos
- colher de sopa
- colher de chá
- colher de café
- colher de sobremesa
- colher de açúcar
- colher de grilo
- colher alcunha

## Medidas volumétricas de referência
A seguir o volume aproximado de algumas colheres, que muitas vezes comportam um volume menor do que o descrito.
- 2 ml = 1 colher de café
- 5 ml = 1 colher de chá
- 10 ml = 1 colher de sobremesa
- 15 ml = 1 colher de sopa